# Mercedes-Benz Vito
Der Mercedes-Benz Vito ist ein Kleintransporter von Mercedes-Benz, der aktuell in seiner dritten Modellgeneration in der spanischen Stadt Vitoria produziert wird. Die PKW-Variante ist die V-Klasse.
Die Generationen des Vito:
- W 638 (1996–2003)
- W/V 639 (2003–2014)
- W 447 (seit 2014)

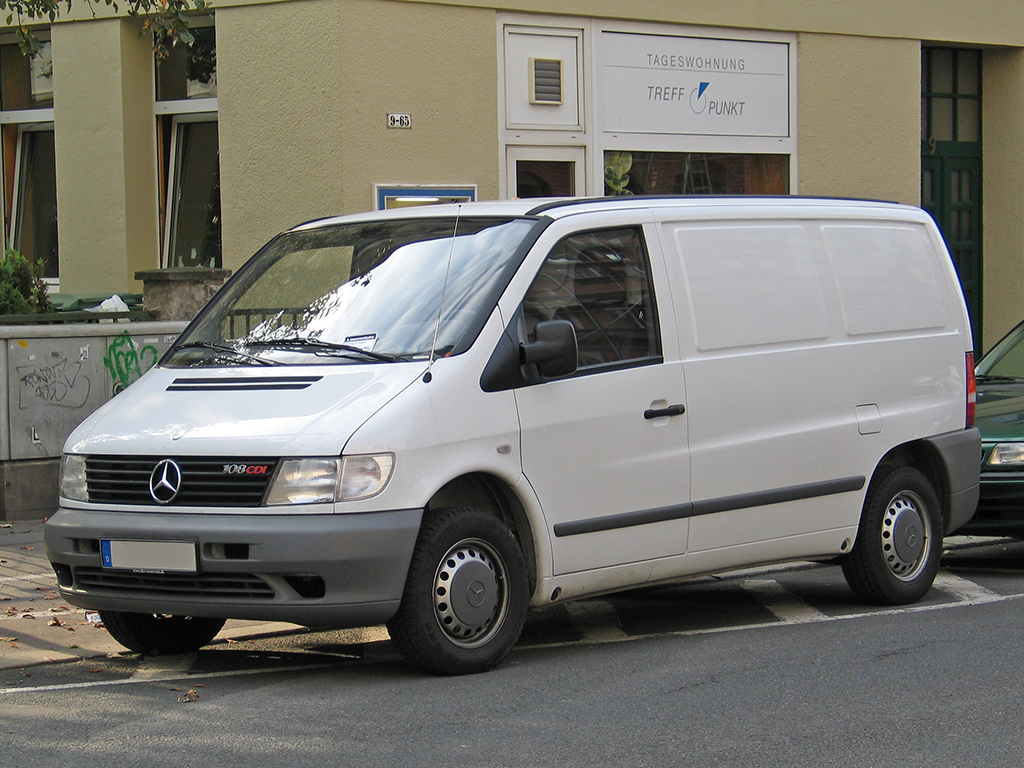
W 638
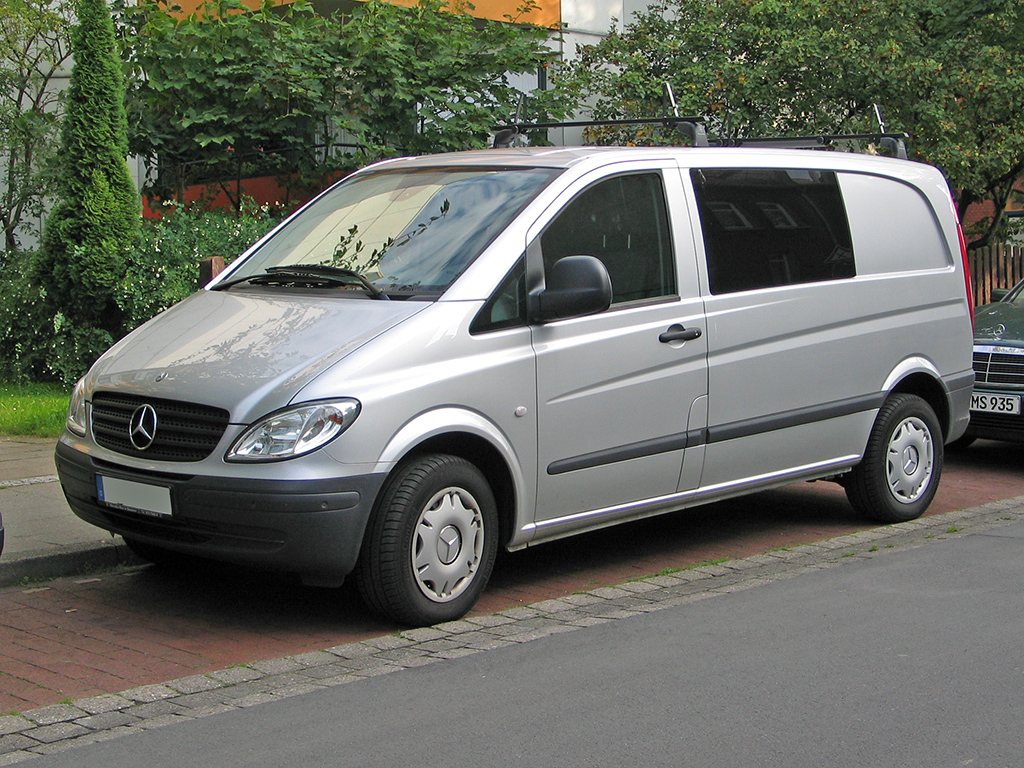
W/V 639
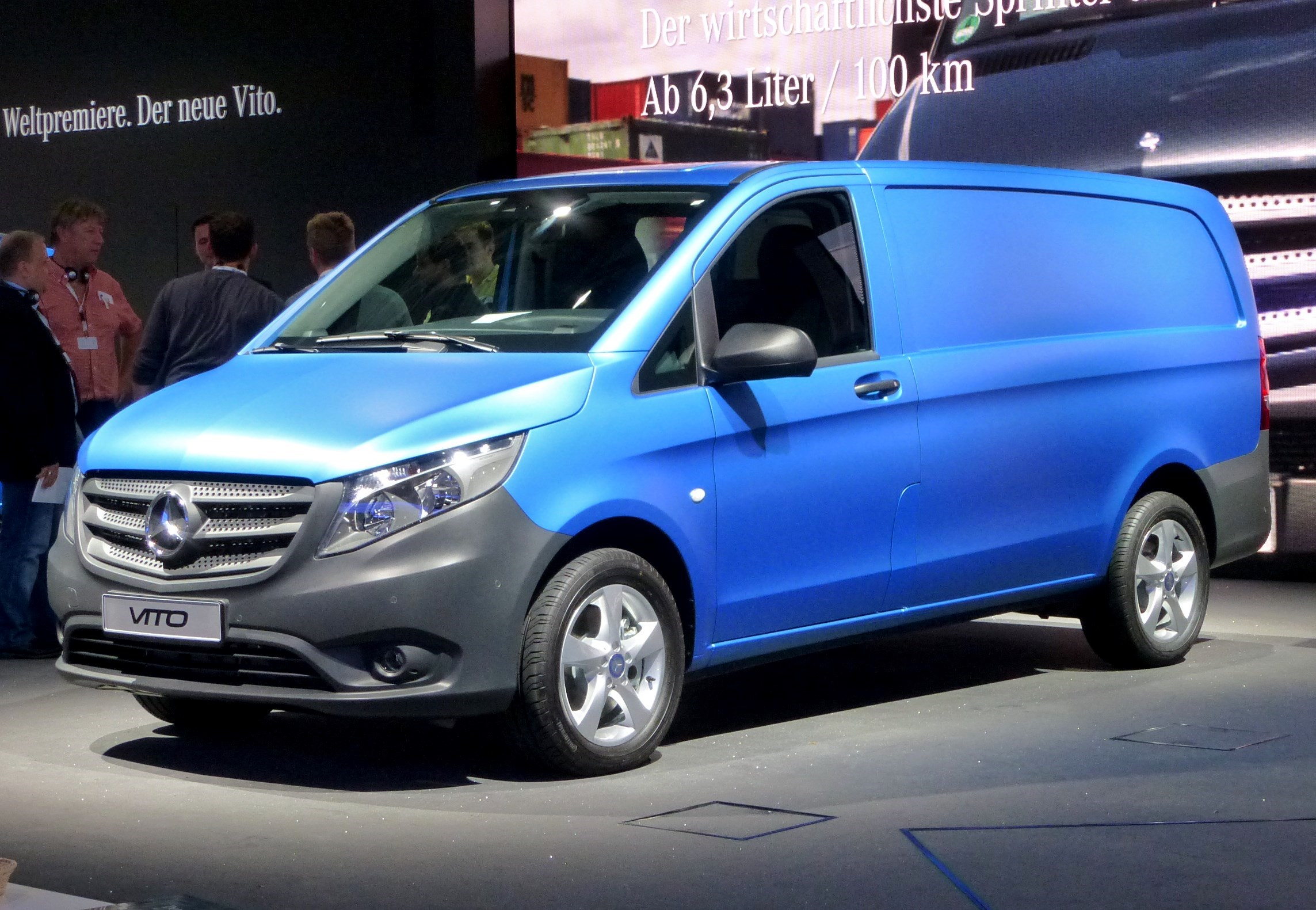
W 447